# A’Yoy
A’Yoy, A’YoY – niezależna wytwórnia filmowa związana z Zielonogórskim Zagłębiem Kabaretowym, założona w 1994 przez kabaret Potem. Zakończyła działalność w 2006, a jej filmowcy działają pod szyldem Inicjatywy Filmowej.
Wytwórnia A’Yoy była szyldem dla amatorskiej twórczości filmowej zielonogórskiego środowiska kabaretowego. Zwykle produkcje A’Yoy to kilkuminutowe lub krótsze skecze filmowe. Najbardziej znanym jej dokonaniem jest pełnometrażowa komedia Baśń o ludziach stąd.
W latach 1995–2004 w czerwcu w klubie studenckim Gęba odbywał się festiwal A’Yoy (z założenia parodia gali wręczania Oscarów), na którym nagrodą była statuetka „Elvisa”. Nazwa tej nagrody pochodzi od pseudonimu Mariusza Dutkowiaka, jednego z twórców formacji Stajnia Niemożliwych.

## Dłuższe formy filmowe
- Robin Hood – czwarta strzała (1997, reż. Władysław Sikora)
- Dr Jekyll i Mr Hyde według Wytwórni A’Yoy (1999, reż. Władysław Sikora)
- Nakręceni (2002, reż. Joanna Kołaczkowska)
- Baśń o ludziach stąd (2003, reż. Władysław Sikora)